# Elizabeth Jennings Graham
Elizabeth Jennings Graham   (1827 - 5 de juny de 1901) fou una professora afroamericana i defensora dels drets civils.
L’any 1854, va defensar el seu dret a pujar a un tramvia de la ciutat de Nova York, en una època en què totes aquestes empreses eren privades i la majoria tenien vehicles segregats. El seu cas es va resoldre l’any següent, el 1855, amb una decisió favorable, i això va contribuir a la dessegregació progressiva de tot el sistema de transport públic de Nova York, que es va completar l’any 1865.
Anys més tard, va fundar la primera llar d'infants de la ciutat per a nens afroamericans. La va obrir a casa seva, al número 247 del carrer West 41st, i la va dirigir  fins a la seva mort, l’any 1901.

## Biografia
Va néixer lliure el març de 1827 (es desconeix la data exacta). Els seus pares Thomas L. Jennings (1791-1856) i la seva dona, nascuda Elizabeth Cartwright (1798-1873), van tenir tres fills: Matilda Jennings Thompson (1824-1886), Elizabeth, i James E. Jennings (1832 - 5 de maig de 1860). El seu pare era un home lliure mentre que la seva mare va néixer esclavitzada. Es va convertir en un sastre d'èxit i un membre influent de la comunitat negra de Nova York. Ha estat identificat com l'exemple més antic conegut d'una persona negra a tenir una patent als Estats Units en el seu propi nom; en 1821, se li va concedir una patent del govern dels Estats Units per desenvolupar el rentatge en sec, un nou mètode per netejar la roba. Amb els ingressos que va rebre del seu procés patentat de neteja en sec, Thomas Jennings va comprar la llibertat de la seva família. La seva dona hauria estat la propietat legal del seu propietari fins al 1827, sota la llei d'abolició gradual de l'estat de Nova York de 1799.
La seva mare, Elizabeth Cartwright Jennings, era una dona prominent en la seva comunitat local. És coneguda per escriure el discurs que va pronunciar Elizabeth Jennings, quan tenia deu anys, "Sobre la millora de la ment", en una reunió de la Societat Literària de Dones de Nova York (fundada el 1834). La societat literària va ser fundada per les dones negres d'elit de Nova York per promoure la superació a través d'activitats comunitàries, lectures i debats. Produït i fet el 1837, el discurs discuteix com la negligència de conrear la ment mantindria els negres inferiors als blancs i els enemics creurien que els negres no tenen cap ment en absolut. Jennings creia que la ment era molt poderosa i que la seva millora podria ajudar amb l'abolició de l'esclavitud i la discriminació. Per tant, va demanar a les dones negres que desenvolupessin les seves ments i prenguessin mesures. La importància de millorar la ment era un tema consistent que es va desenvolupar en membres de l'elit negra de Nova York en el període postrevolucionari.
L'any 1854, Jennings ja s'havia convertit en mestra d'escola i organista de l'església. Va ensenyar a l'Escola Lliure Africana privada de la ciutat, que tenia diverses ubicacions en aquella època, i més tard a les escoles públiques, entre elles l’Escola de Color número 5, situada al número 19 del carrer Thomas.

## Últims anys
Es va casar amb Charles Graham (1830-1867) de Long Branch, Nova Jersey, el 18 de juny de 1860 a Manhattan. Van tenir un fill, Thomas J. Graham, que era malalt i que va morir de convulsions a l'edat d'un any durant els disturbis de reclutament de Nova York del 16 de juliol de 1863. Amb l'ajuda d'un funerari blanc, els Graham van escapolir-se pels carrers plens de gent i van enterrar el seu fill al cementiri de Cypress Hills a Brooklyn. El servei funerari va ser llegit pel reverend Morgan Dix de l'església de la Trinitat de Wall Street.
Després dels disturbis de reclutament de Nova York, hi va haver nombrosos atacs contra la comunitat afroamericana. Els Graham van abandonar Manhattan amb la seva mare per viure amb la seva germana Matilda al comtat de Monmouth, Nova Jersey, o prop de la ciutat d'Eatontown. Charles va morir el 1867 mentre vivien a Nova Jersey. Elizabeth, juntament amb la seva mare i germana, es van traslladar a Nova York a finals de la dècada de 1860 o 1870.
Graham va viure els seus últims anys al número 247 West 41st Street. Va fundar i va dirigir la primera llar d'infants de la ciutat per a nens afroamericans a casa seva. Va morir el 5 de juny de 1901, a l'edat de 74 anys, segons la seva làpida, i va ser enterrada al cementiri de Cypress Hills juntament amb el seu fill i marit.

## Llegat
El 2007, la ciutat de Nova York va reanomenar un edifici de Park Row "Elizabeth Jennings Place" gràcies a una campanya impulsada per alumnes de l’escola P.S. 361.
El 2 de gener de 2018, es va publicar la primera biografia de Jennings, escrita per Amy Hill Hearth. Amb el títol Streetcar to Justice: How Elizabeth Jennings Won the Right to Ride in New York, destinat per a un públic general i jove, el llibre va ser publicat per HarperCollins/Greenwillow Books a Nova York. Posteriorment, el desembre de 2019, Jerry Mikorenda va publicar America's First Freedom Rider: Elizabeth Jennings, Chester A. Arthur, and the Early Fight for Civil Rights, centrada en la lluita legal que va sorgir després de la seva expulsió forçosa d’un tramvia. El llibre va ser editat per Rowman & Littlefield a Lanham, Maryland.
El 2019, la primera dama de la ciutat de Nova York, Chirlane McCray, va anunciar que la ciutat construiria una estàtua en honor a Jennings prop de la Grand Central Terminal.
El setembre de 2024, es va inaugurar a Brooklyn l’Elizabeth Jennings School for Bold Explorers, una escola primària pública de caràcter progressista. La resiliència d’Elizabeth Jennings, el seu compromís amb la justícia i la seva dedicació a la igualtat i a l’educació inspiren la missió d’aquesta institució.